# Дьожьо Форінтош
Дьожьо Форінтош (угор. Forintos Győző; нар. 30 липня 1935, Будапешт) – угорський шахіст і суддя міжнародного класу (1994), гросмейстер від 1974 року.

## Шахова кар'єра
Починаючи з 1954 року неодноразово брав участь у фіналах чемпіонатів Угорщини, найкращий результат, показавши 1968 року в Будапешті, де завоював титул чемпіона країни. Через рік досягнув ще одного великого успіху, посівши у фінальному турнірі 2-ге місце (позаду Петера Дея). Між 1958 і 1974 роком шість разів представляв національну збірну на шахових олімпіадах, виборовши 4 медалі: три в командному заліку (срібні в 1970 і 1972 роках, бронзову - 1966 року) та в особистому заліку - золоту, з результатом 10½ у 13 партіях на 6-й шахівниці в 1958 році. Крім того, в період з 1961 по 1973  рік чотири рази виступив на командній першості Європи, де завоював 6 медалей: чотири в командному заліку (срібло 1970 року, бронзові - 1961, 1965, 1973), а також в особистому заліку дві золоті (1965 - на 6-й шахівниці, 1970 - на 9-й шахівниці).
Досягнув багатьох успіхів на міжнародних турнірах, зокрема в таких містах, як: Реджо-Емілія (1962/63, посів 1-ше місце), Будапешт (1963, посів 1-ше місце; 1966, поділив 1-ше місце; 1968, посів 1-ше місце), Бордо (1964, поділив 1-місце разом із Клаусом Даргою і Александарем Матановичем), Монте-Карло (1969, турнір B, поділив 1-місце разом зі Стефано Татаї), Вейк-ан-Зеє (1970, турнір B, посів 2-ге місце позаду Ульфа Андерссона), Байя (1971, Меморіал Лайоша Асталоша, посів 1-it vscwt), Каорле (1972, зональний турнір, посів 3-тє місце позаду Любомира Любоєвича і Борислава Івкова), Мадонна-ді-Кампільйо (1973, поділив 2-ге місце позаду Властіміра Янси, разом з Бориславом Івковим), Врнячка-Баня (1973, посів 2-ге місце), Рейк'явік (1974, посів 2-ге місце), Новий Сад (1974, посів 2-ге місце), Сараєво (1978, посів 2-ге місце) і Сьєнфуегос (1979, Меморіал Капабланки, посів 3-тє місце позаду Євгена Свєшнікова і Ларрі Крістіансена).
Найвищий рейтинг Ело в кар'єрі мав станом на 1 липня 1972 року, досягнувши 2495 очок займав тоді 77-ме місце в світовому рейтинг-листі ФІДЕ, одночасно займаючи 4-те місце серед угорських шахістів.
Є автором (разом з Ервіном Хаагом) двох книг, присвячених шаховим дебютам:
- Petroff Defence, 1992, ISBN 0-02-028561-2
- Easy Guide to the 5.Nge2 king's Indian, 2000, ISBN 1-85744-245-8

## Зміни рейтингу
| На цьому місці має відображатися графік чи діаграма, однак з технічних причин його відображення наразі вимкнено. Будь ласка, не видаляйте код, який викликає це повідомлення. Розробники вже працюють для того, щоби відновити штатне функціонування цього графіка або діаграми. | |
| | На цьому місці має відображатися графік чи діаграма, однак з технічних причин його відображення наразі вимкнено. Будь ласка, не видаляйте код, який викликає це повідомлення. Розробники вже працюють для того, щоби відновити штатне функціонування цього графіка або діаграми. |